# بی‌همتا (فیلم)
بی‌همتا فیلمی به کارگردانی جهانگیر جهانگیری و نویسندگی داریوش جهانگیری ساختهٔ سال ۱۳۸۰ است.

## خلاصه داستان
حسین و بیتا در یک شب بارانی با هم آشنا می‌شوند و این آشنایی شروع یک زندگی زیبا برای آن دو می‌شود..

## بازیگران
- زیبا بروفه در نقش: بیتا
- مجید مظفری در نقش: حسین
- جعفر دهقان در نقش: ایوب
- نادیا دلدارگلچین در نقش: منیر؛ مادر بیتا
- حبیب دهقان نسب در نقش: حاج مرتضی
- هانیه مرادی در نقش: نازنین
- آزیتا لاچینی در نقش: مادر حسین و حاج مرتضی
- مرضیه طهماسبی در نقش: الهام
- محبوبه بیات در نقش: فروغ؛ همسر ایوب
- سودابه میرکریمی در نقش: دوست بیتا